# Zasoby majątkowe
Zasoby majątkowe – to obok zasobów naturalnych element bogactwa narodowego. Zasoby majątkowe to z jednej strony stan wyposażenia kraju w budynki, budowle oraz urządzenia. Z drugiej strony zasoby majątkowe obejmują także wyposażenie gospodarstw domowych w narzędzia pracy, przedmioty pracy oraz trwałe dobra konsumpcyjne.
Przy analizie zasobów majątkowych uwzględnia się przede wszystkim obiekty oraz urządzenia wchodzące w skład majątku trwałego (nadają się do wielokrotnego użycia). Do analizy używa się następujących wskaźników:
- wartość brutto środków trwałych – nakłady poniesione na ich wytworzenie lub zakup, bez potrącenia wartości zużycia,
- wartość netto środków trwałych = wartość brutto środków trwałych – amortyzacja,
- stopień zużycia – stosunek wartości zużycia do wartości brutto środków trwałych.

Do zasobów majątkowych zalicza się również majątek trwały sfery produkcyjnej, który obejmuje środki trwałe służące do produkcji w znaczeniu technicznym oraz majątek infrastruktury ekonomicznej i społecznej.
W Polsce występujące niedostatki majątku trwałego (w stosunku do Europy Zachodniej) najlepiej widoczne są w infrastrukturze. Największy zasób majątku trwałego występuje w przemyśle, co jest związane z polityką prowadzoną zaraz po II wojnie światowej. W Polsce odnotowuje się również wysoki stopień zużycia środków trwałych w podstawowych działach produkcji oraz gospodarce komunalnej.
Trwałe środki majątkowe znajdujące się we władaniu gospodarstw domowych służą ich potrzebom konsumpcyjnym. Są one jednym z wyznaczników zamożności bądź ubóstwa społeczeństwa, w wyniku czego wpływają na standard życia. Pozwalają na większą mobilność zasobów pracy i ludzi, dzięki czemu lepiej funkcjonuje gospodarka. Niektóre składniki zasobów majątkowych gospodarstw domowych mają charakter substytucyjny lub uzupełniający w stosunku do środków będących w dyspozycji jednostek gospodarczych np.: prywatne samochody w stosunku do środków transportu przedsiębiorstw komunikacyjnych. Majątek trwały w miarę upływu czasu i użytkowania ulega zużyciu i wymaga odtworzenia przez inwestycje i remonty.
Zużycie majątku trwałego to dekapitalizacja.
Popyt na różnego rodzaju usługi remontowe rośnie wraz ze wzrostem zasobów majątkowych gospodarstw domowych.